# Сум'яття почуттів (фільм, 1977)
«Сум'яття почуттів» (рос. «Смятение чувств») — радянський художній фільм кінорежисера Павла Арсенова, знятий у 1977 році. Прем'єрний показ фільму відбувся 31 липня 1978 року.

## Сюжет
Непросто складаються взаємини між Володею і Надею. Надя закінчує школу на рік раніше Володі і виїжджає до Ленінграда вчитися в медичному інституті. Через рік вона приїжджає додому і каже Володі, що полюбила одруженого чоловіка. Володя важко переживає сварку, зізнається закоханій в нього дівчині Маші в тому, що «… було відчуття гармонії світу — тепер його немає». Але Володя бажаний гість в домі Наді, його дуже любить матір Наді Ніна Дмитрівна. І, коли вона важко хворіє, Володя починає допомагати Наді по господарству. Це дещо зближує їх. Володі приходить повістка з військкомату. Смуток про майбутню розлуку остаточно змінює холодне ставлення Наді до Володі.

## У ролях
- Сергій Нагорний —  Володя
- Олена Проклова —  Надя
- Ія Саввіна —  Ніна Дмитрівна, мати Наді
- Олександр Калягін —  Віктор Семенович, батько Наді
- Ніна Магер —  мама Володі
- Аріна Алейникова —  вчителька
- Тетяна Друбич —  Маша
- Андрій Ярославцев —  Андрій
- Вероніка Ізотова —  Вельямінова, однокласниця Володі
- Микола Константинов —  Сергєєв
- Ібрагім Баргі —  гість на дні народження
- Віра Петрова —  гостя на дні народження
- Тамара Яренко —  гостя на дні народження
- Олена Тонунц —  епізод  (немає в титрах)

## Знімальна група
- Режисер:  Павло Арсенов
- Сценарист:  Олександр Володін
- Оператори: Володимир Липовий,  Михайло Якович
- Художник:  Галина Анфілова
- Композитор:  Євген Крилатов
- Диригент:  Давид Штільман